# Brasil en los Juegos Olímpicos de Sochi 2014
Brasil estuvo representado en los Juegos Olímpicos de Sochi 2014 por un total de 13 deportistas, 6 hombres y 7 mujeres, que compitieron en 7 deportes.
La portadora de la bandera en la ceremonia de apertura fue la biatleta Jaqueline Mourão. El equipo olímpico brasileño no obtuvo ninguna medalla en estos Juegos.